# Mauzoleum

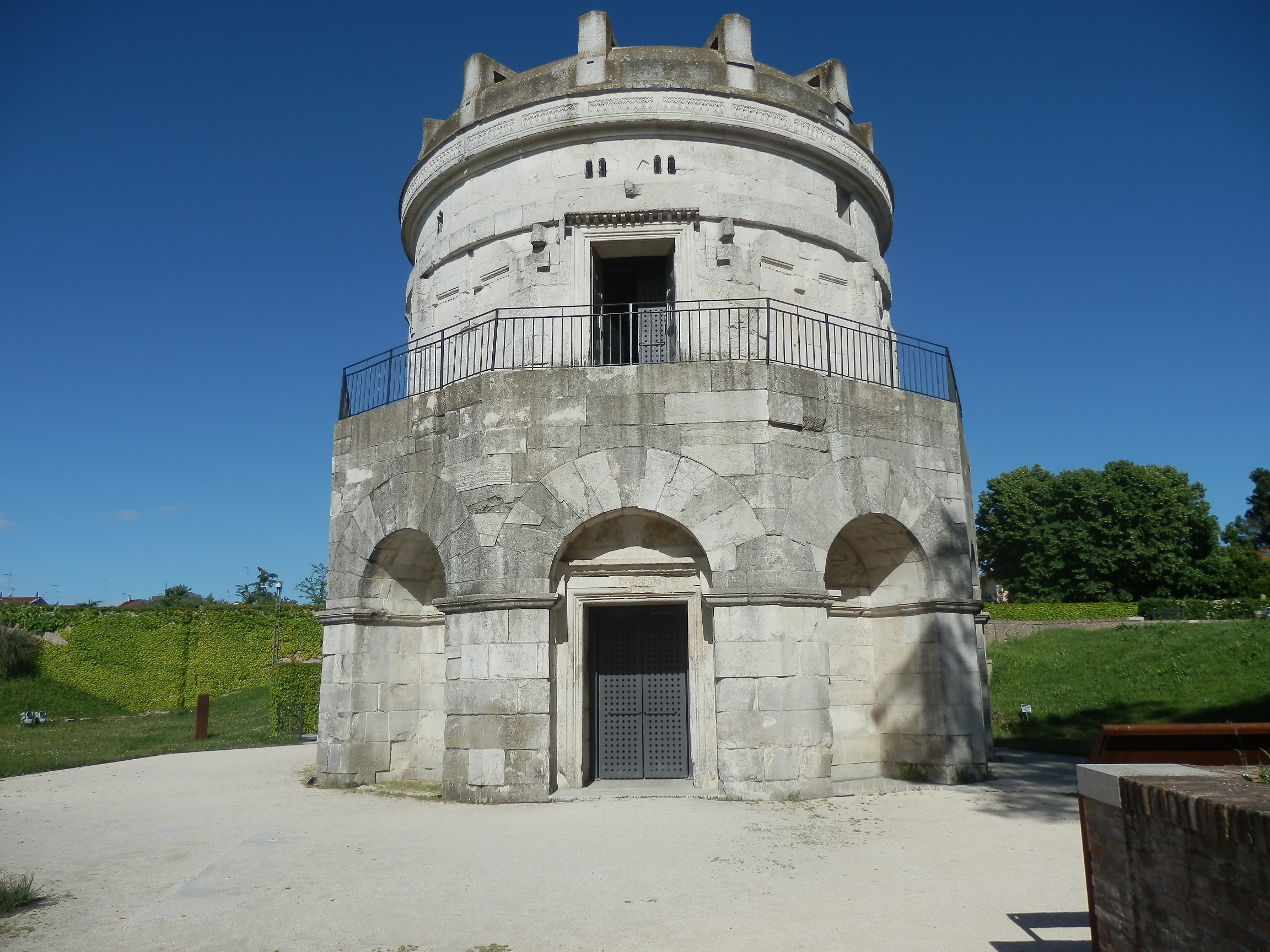
Mauzoleum Theodericha I. (Ravenna, 520)

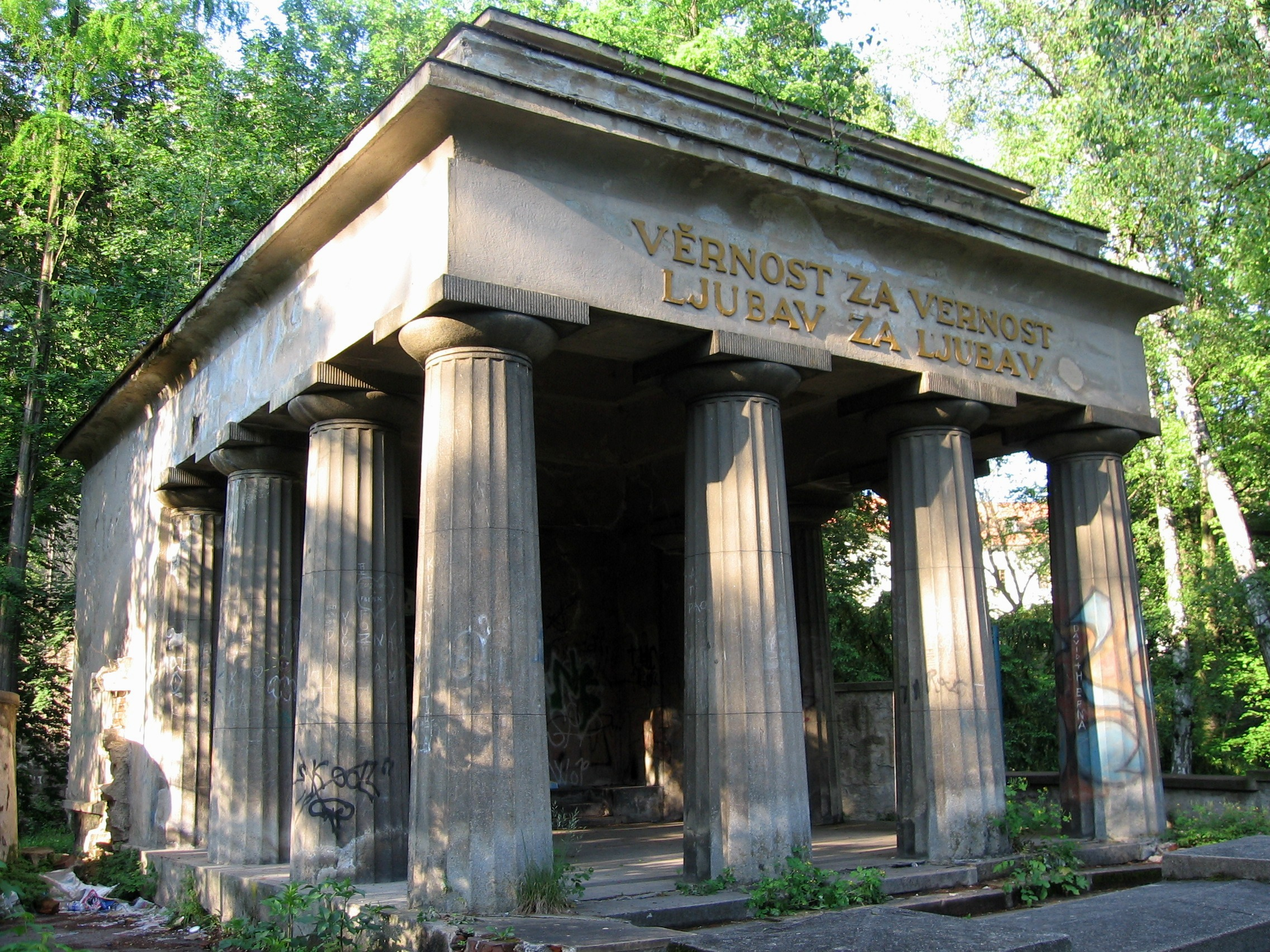
Mauzoleum jugoslávských vojínů v Olomouci

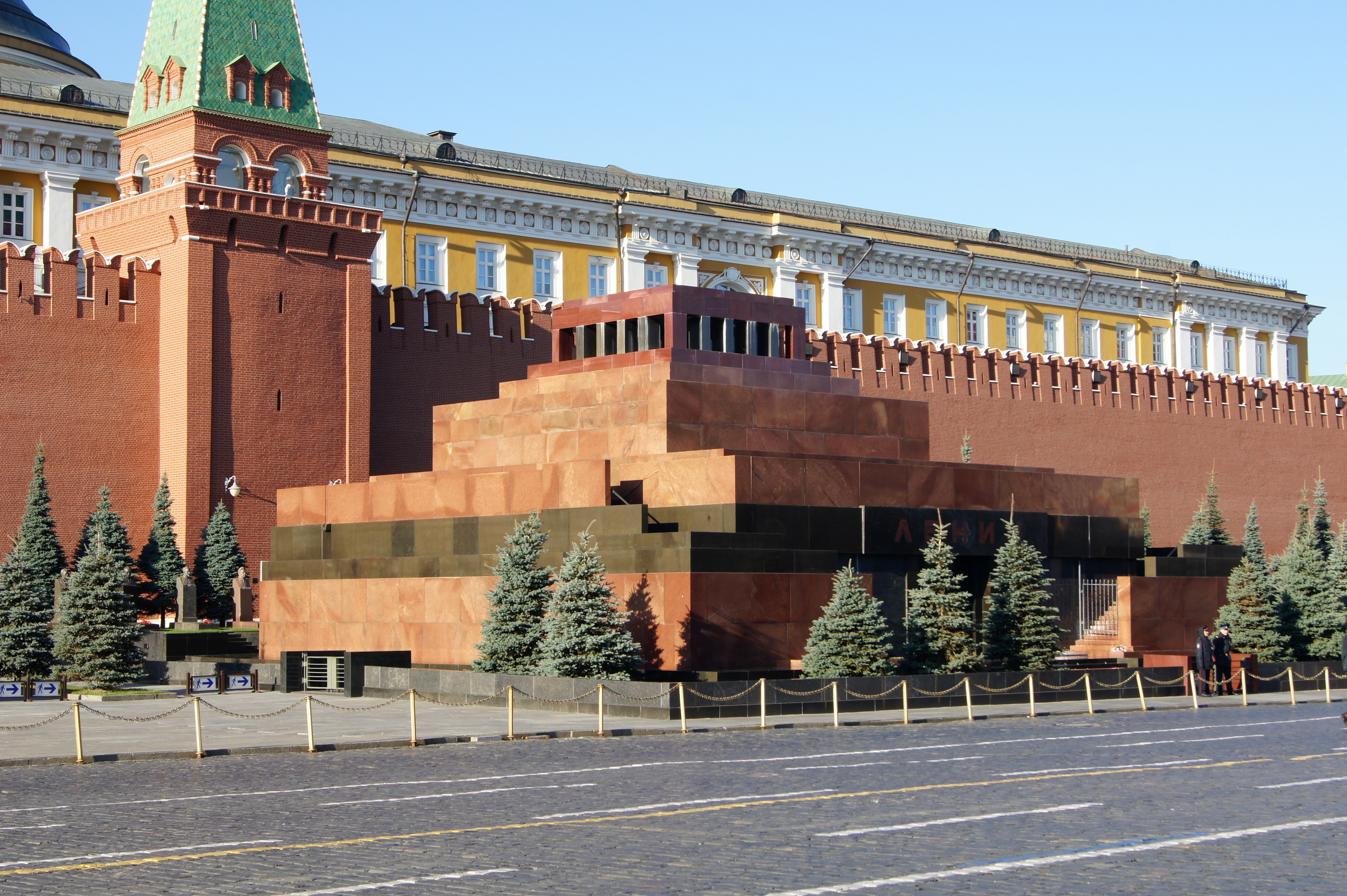
Leninovo mauzoleum na Rudém náměstí v Moskvě

Mauzoleum je monumentální hrobka nebo také monumentální náhrobní stavba. Název vznikl podle hrobky perského satrapy Mausola II. čili Mauzolea v Halikarnassu (350 př. n. l.) v dnešním Turecku. S rozvojem civilizace si šlechta a majetní lidé přáli být pohřbeni v mauzoleu podobného stylu, jen menších rozměrů, které se nazývá kaplová hrobka.

## Známá mauzolea
Některá známá mauzolea ve světě řazená dle roku svého vzniku:
- Mauzolea v Halikarnassu (350 př. Kr.)
- Augustovo mauzoleum v Římě (28 př. Kr.)
- Trajánův sloup (113)
- Římský Pantheon (118)
- Andělský hrad, mauzoleum císaře Hadriána v Římě (139)
- Mauzoleum Mazor v Izraeli (3. století)
- Katedrála svatého Domnia ve Splitu (4. století)
- Mauzoleum Gally Placidy v Ravenně (425)
- Theodorichovo mauzoleum v Ravenně (520)
- Mauzoleum Imáma Husajna v Karbalá (po roce 680)
- Prorokova mešita v Medíně (1279)
- Mauzoleum Chodži Ahmeda Jasavího v Turkestánu (1405)
- Timurovo mauzoleum v Taškentu (po 1405)
- Archandělský chrám v Moskvě (1508)
- Kostel svaté Engrácie v Lisabonu (zal. 1628)
- Tádž Mahal – Agra, Indie (1651)
- Pařížská Invalidovna (1671)
- Chrám svatých Petra a Pavla v Petrohradu (1710)
- Háfizova hrobka v Šírázu (1773)
- Pařížský Pantheon (1790)
- Mauzoleum Hamiltonů v Hamiltonu (1858)
- Mauzoleum ve Frogmore (1862)
- Bismarckovo mauzoleum u Friedrichsruhu (1899)
- Mauzoleum srbské královské rodiny Oplenac v Topole u Bělehradu (1910)
- Leninovo mauzoleum v Moskvě (1930)
- Mauzoleum Agy Chána v Asuánu (1957)
- Džinnáhovo mauzoleum v Karáčí (1970)
- Mauzoleum Petra II. Petroviće-Njegoše v Lovćenu (1974)
- Palác slunce Kumsusan v Pchjongjangu (1976)
- Pyramida v Tiraně (1988)

## Mauzolea v Česku a na Slovensku
- Mauzoleum Franze Schmeykala v České Lípě
- Mauzoleum padlých za první světové války v Hranicích
- Mauzoleum knížat Lichnovských v obci Chuchelná
- Mauzoleum padlých za první světové války v Jindřichovicích
- Mauzoleum průmyslníka Josefa Schrolla u městyse Levína
- Mauzoleum jugoslávských vojínů v Olomouci
- Mauzoleum Klementa Gottwalda v Národním památníku na Vítkově v Praze
- Mauzoleum a památník obětí druhé světové války v Komenského sadech v Moravské Ostravě
- Mauzoleum vévodů sasko-lauenburských a markrabat bádenských v Ostrově
- Hrobka Gryspeků v kostele sv. Petra a Pavla v Kralovicích
- Mauzoleum Chatama Sofera v Bratislavě

|  |  |  |  |